# Tara Dawn Holland
Tara Dawn Holland, née le 2 octobre 1972 à Mobile, en Alabama, aux États-Unis est couronnée Miss Kansas (en) 1996, puis Miss America 1997.

### Source de la traduction
- (en) Cet article est partiellement ou en totalité issu de l’article de Wikipédia en anglais intitulé « Tara Dawn Holland » (voir la liste des auteurs).